# Kothe (Familienname)
Kothe ist ein deutscher Familienname.

## Entstehungsgeschichte und Bedeutung
Seit 1300 zählen sogenannte Kötner zu den Ursiedlern, als Nachfolger der Höfner. Die Höfner bewirtschafteten landwirtschaftliche Höfe, die von Lehnsherren wie Adel, Kirche oder Klöster als Lehen vergeben wurden. Diese Höfe, deren Felder mehr oder weniger um die Hofstelle verteilt lagen, bildeten den ältesten Teil der Dörfer. Durch Abtrennung kleinerer Hofteile von den Vollhöfen entstanden die „Kotstellen“. In Erbregistern wird vermerkt, dass „Haus und Acker“ Bestandteil des Hofes (Höfners) sind, während es bei der „Kote“ (dem Kötner) heißt: „er besitzt das Haus“. Da diese „Koten“ fast immer in der Nähe der älteren Höfe liegen, ist anzunehmen, dass in der Regel nachgeborene Kinder einen „Hausplatz“ und etwas Land vom Hof erhielten. Umfangreiche Teilungen der „Vollhöfe“ fanden kurz nach dem Dreißigjährigen Krieg statt und waren die Folge überhöhter Abgaben an die Lehnsherren. Hierbei entstanden die „Halb-“ und „Viertelhöfe“ sowie auch viele „Koten“ (kleinere Höfe). Der Name Kothe wird so von dem Wort „Kote (Kate = kleines Haus) oder “Kotstelle" (Anwesen) abgeleitet und weist somit auf Vorfahren aus dem ländlichen Raum hin.

## Namensträger
- Bernhard Kothe (1821–1897), deutscher Komponist, Kirchenmusiker, Musikhistoriker und -pädagoge
- Dietrich von Kothe († 1365), Bischof von Brandenburg
- Dietrich Kothe (* 1938) alias Hannes Kothe-Opperau, deutscher Schriftsteller und Bildhauer
- Erich Kothe (1883–1962), deutscher Maschinenbauingenieur
- Erika Kothe (* 1960), deutsche Mikrobiologin und Hochschullehrerin
- Jermaine Kokoú Kothé (* 2005), deutsches Model
- Karl Kothe (1913–1965), deutscher Kunstmaler und Bildhauer
- Mirja Kothe (* 1985), deutsche Fußballspielerin, siehe Mirja Dorny
- Norbert Kothe (* 1952), deutscher Ruderer
- Peter Kothe (1939–2015), deutscher Bühnenbildner
- Richard Kothe (1863–1925), deutscher Chemiker
- Richard Kothé (1872–1924), deutscher Opernsänger (Bass)
- Robert Kothe (1869–1947), deutscher Rechtsanwalt, Komponist, Dichter, Violinist, Schauspieler und Sänger
- Werner Kothe (1919–2010), deutscher Chirurg
- Winfried Kothe (* 1939), deutscher Pfarrvikar und Politiker

## Varianten
- Kothen
- Koten
- Kother
- Kötter
- Koth
- Kotter
- Kothes